# 八大娛樂台
八大娛樂台（又稱：GTV娛樂台），為八大電視旗下的頻道，成立於2014年5月12日；前身為2006年12月4日開播的「八大娛樂K台」。

## 沿革
- 2006年11月1日，國家通訊傳播委員會通過「太陽衛星電視股份有限公司」（太陽衛視；Sun TV）申請變更公司名稱、頻道名稱案，太陽衛視併入八大家族，更名為「八大娛樂K台」，節目內容以本土與亞洲風格為主，並有韓國節目的色彩。
- 2006年12月4日，八大娛樂K台正式開播，定位為臺灣第一個韓國專業頻道，並與台灣彩券簽約取得中華民國公益彩券開獎實況轉播權（至2009年1月1日止）。
- 2010年4月19日，八大娛樂K台與泛亞傳媒（Transmedia）合作，開始轉播日本職棒太平洋聯盟賽事，每日固定直播一場，並於其他時段延遲轉播當日未直播的比賽，節目名為《2010實況野球》。[1]
- 2010年10月底以後，停止播出《2010實況野球》，繼續播放韓劇節目。
- 2011年9月中旬後，在許多時段停止播放韓劇，放入台灣連續劇或是自家製作的節目。
- 2014年5月12日，更名為八大娛樂台。
- 2016年4月1日起，八大娛樂台改為16:9的畫面播出。

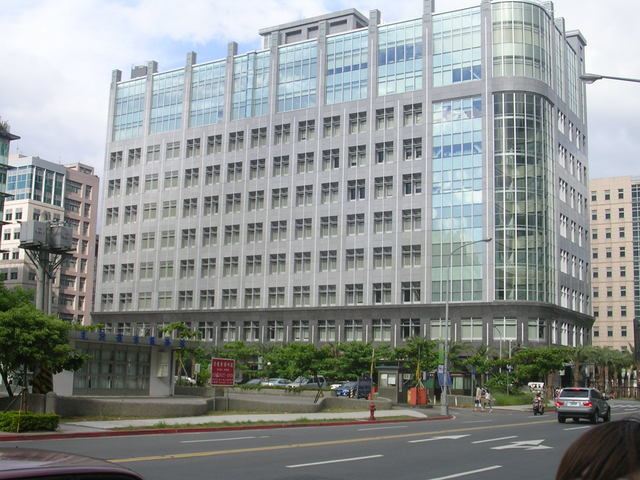
八大電視內湖瑞光路總部大樓

- 2017年10月，啟用高畫質版本「八大娛樂台HD」。

| LOGO | 備註          |
| ---- | ------------- |
|      | 2014-2018商標 |

## 外部連結
- 八大娛樂台（页面存档备份，存于）（繁體中文）